# Добромир Митов
Добри Бойков Митов е български футболист и футболен треньор.

## Кариера като играч
Започва кариерата си в Пирин (Благоевград). След това играе за Ботев (Пловдив), ЦСКА (София), Локомотив (София), Локомотив (Пловдив), Рилски Спортист, Марек.

## Треньорска кариера
Бил е треньор на елитната група до 19 години на ЦСКА (София). От лятото на 2013 г. е помощник-треньор на Златомир Загорчич в Литекс Ловеч.
Треньор в ДЮШ на ЦСКА набор 2000 г.
През 2019 г. влиза в щаба на Любослав Пенев в ЦСКА (София).
На 3 май 2019 г. след напускането на Любослав Пенев е обявен за старши треньор на ЦСКА (София) с консултанти Димитър Пенев и Люпко Петрович. На 15 март 2022 става временен помощник треньор на ЦСКА при Алън Пардю.